# 라삼
라삼(타밀어: ரசம், 텔루구어: రసం, 말라얄람어: രസം) 또는 이라삼(타밀어: இரசம்), 사루(칸나다어: ಸಾರು), 차루(텔루구어: చారు)는 남인도의 국물 요리이다. 전통적으로는 타마린드 즙에 여러 가지 향신료와 채소를 넣어 만든다. 라삼에 들어가는 향신료를 배합한 것은 라삼가루로 불리기도 한다.

## 만들기
라삼가루는 깟씨, 커리나무 잎, 건고추, 후추, 쿠민 등을 배합해 만든다. 라삼에는 흔히 토마토, 렌즈콩이나 비둘기콩 등 여러 가지 콩의 짜개, 고추가 들어가며 망고나 파인애플 같은 과일이나 님 등의 꽃을 넣어 만들기도 한다.

## 사진 갤러리

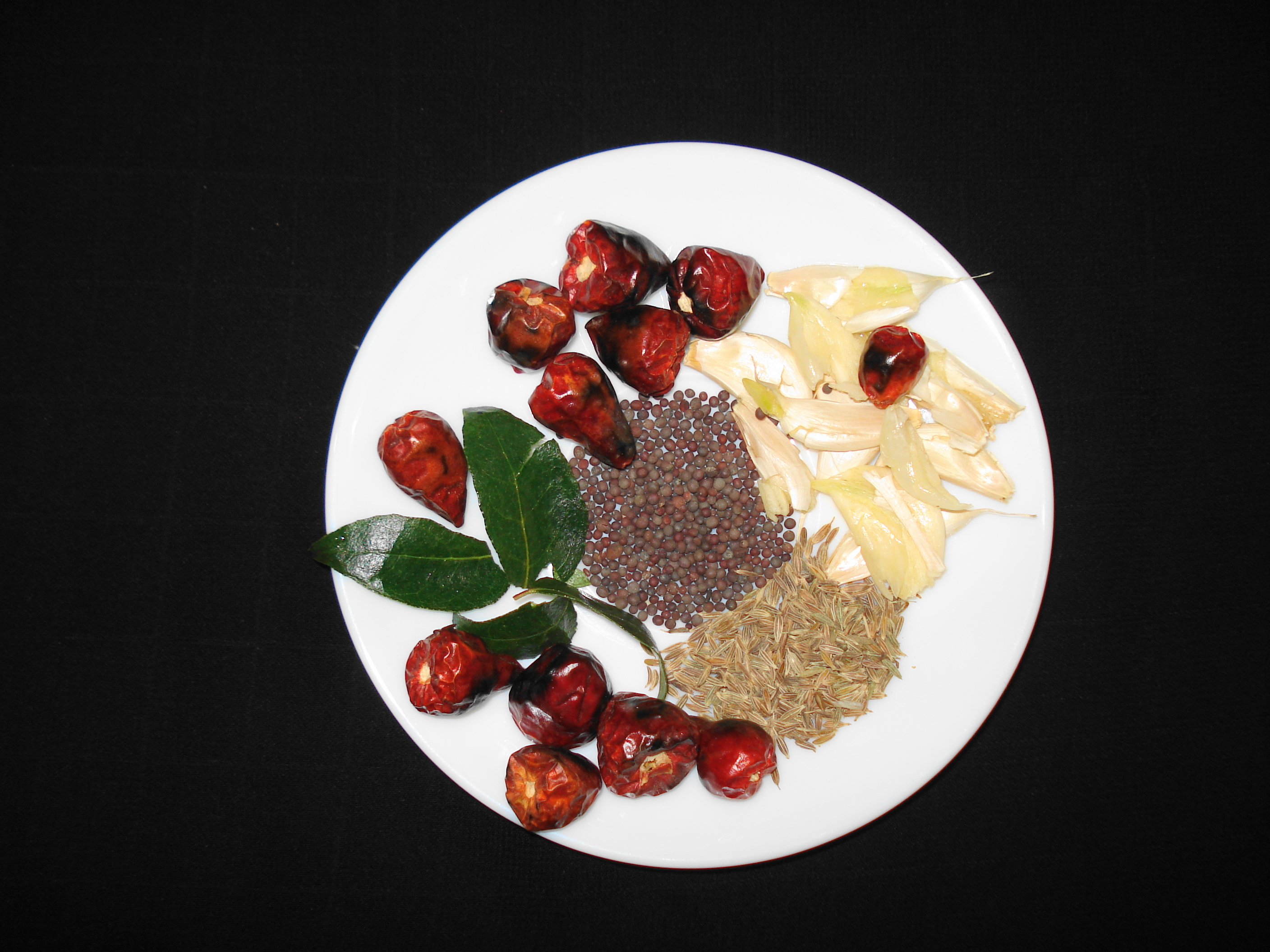
라삼 재료
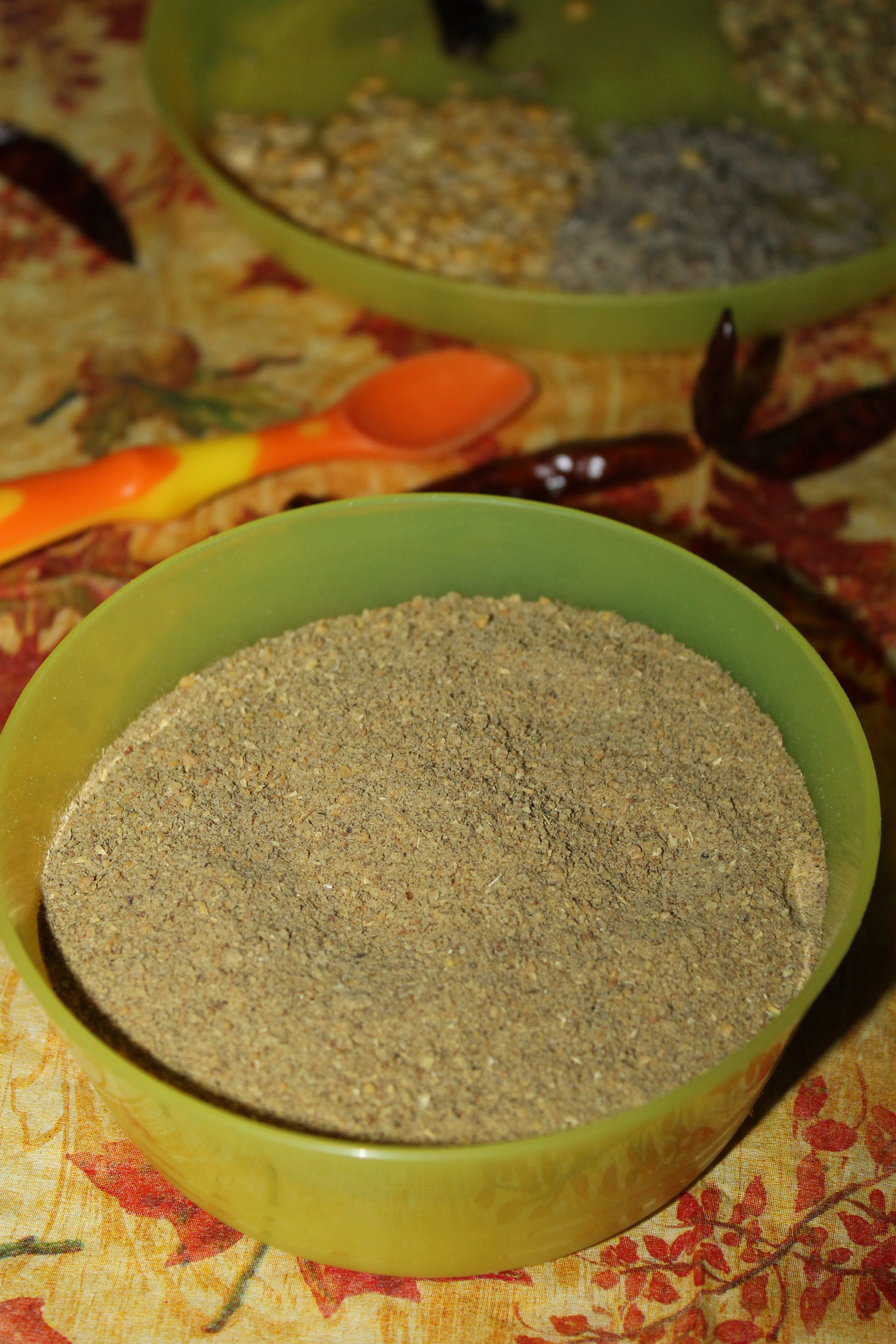
라삼가루
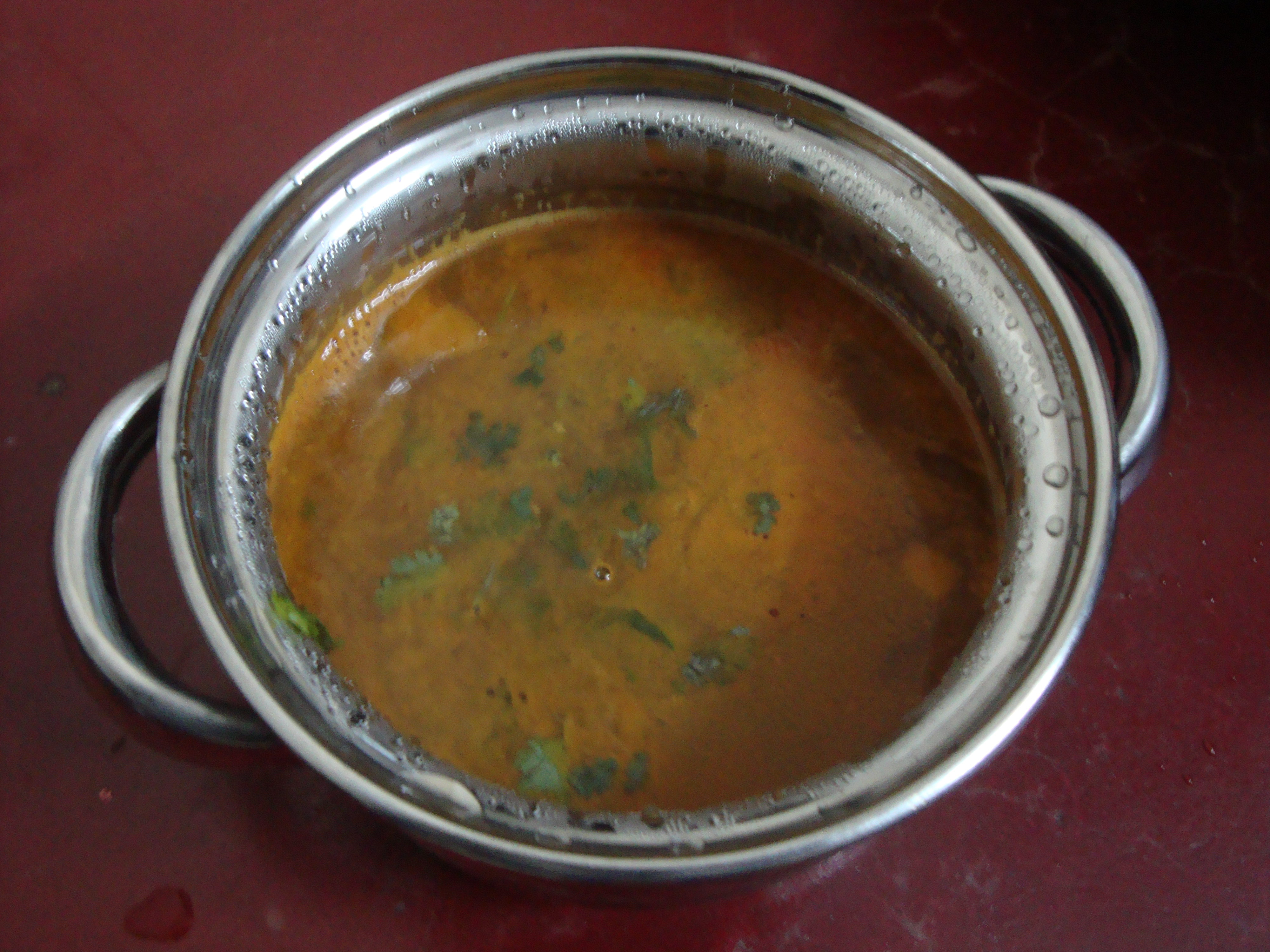
타칼리 라삼(토마토 라삼)
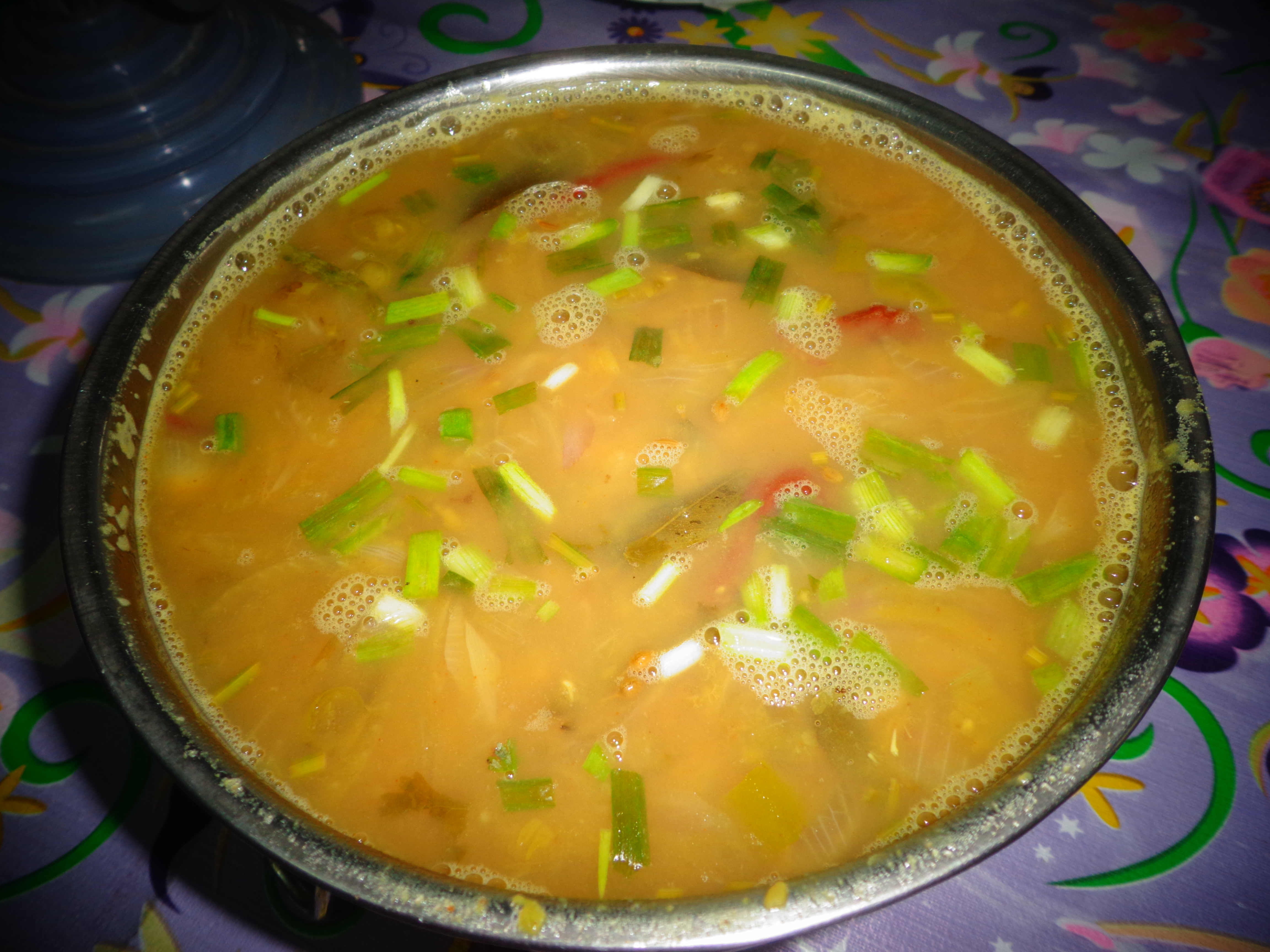
투르 달 라삼(비둘기콩 라삼)
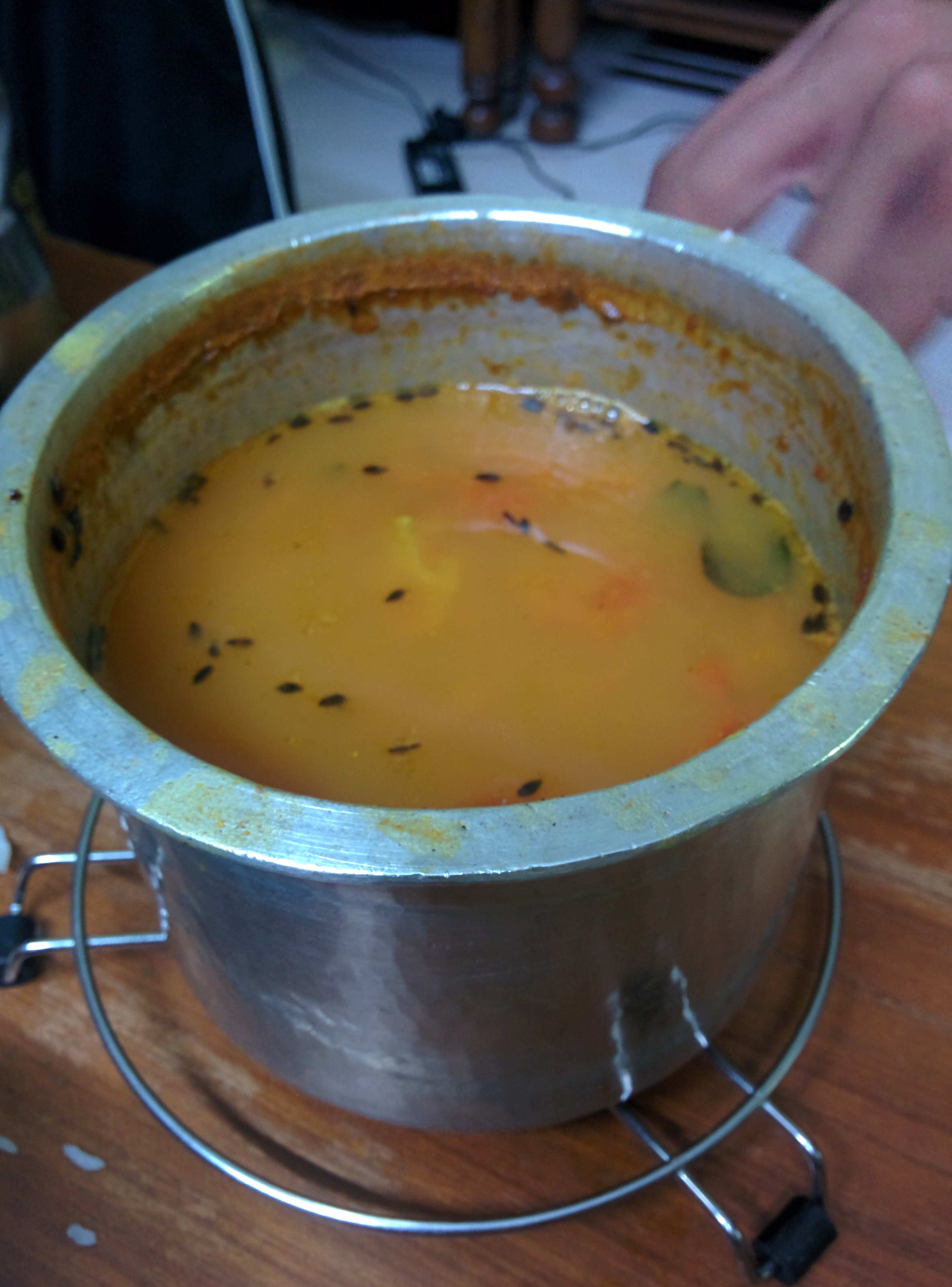
파루푸 라삼(렌즈콩 라삼)
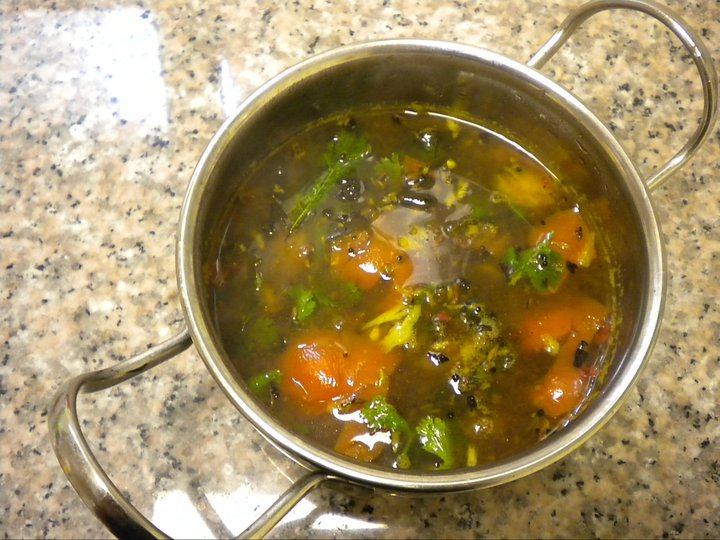
풀리 라삼(타마린드 라삼)
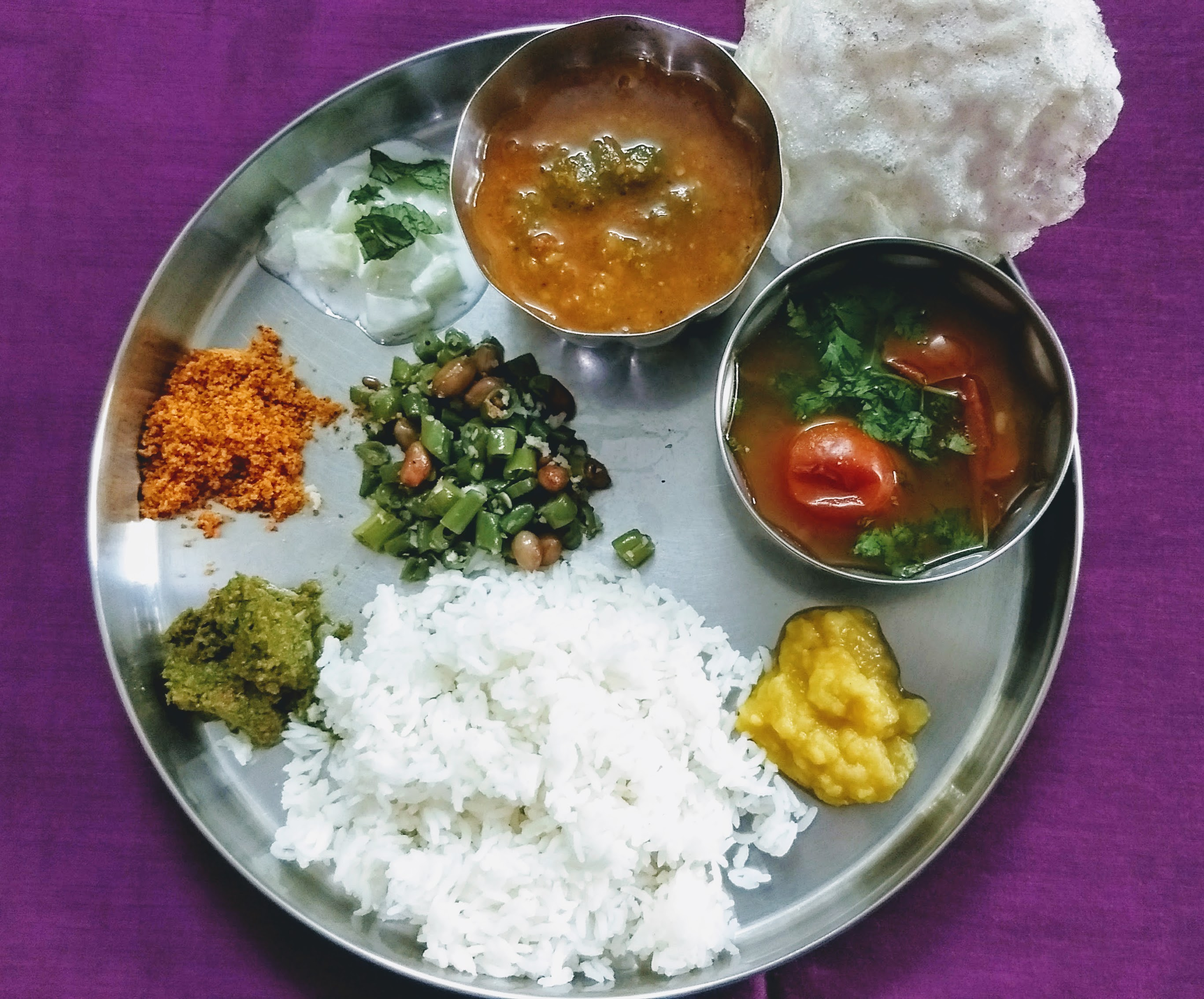
삼바르와 라삼을 곁들여 내는 타밀나두식 탈리

## 같이 보기
- 멀리거토니
- 삼바르
- 쿠람부